# Jorunna tomentosa
Jorunna tomentosa är en snäckart som först beskrevs av Cuvier 1804.  Jorunna tomentosa ingår i släktet Jorunna och familjen Kentrodorididae. Arten är reproducerande i Sverige. Inga underarter finns listade i Catalogue of Life.